# Orpheus’ Song
Orpheus’ Song ist ein deutscher Film von Tor Iben aus dem Jahr 2019.

## Handlung
Der arbeitslose Philipp und der Student Enis leben in Berlin und lernen sich in einem Fitnessstudio kennen. Zwischen den beiden jungen Männern entwickelt sich eine tiefe Freundschaft. Was Enis nicht weiß: Philipp ist bisexuell und vom ersten Moment an in ihn verliebt. Als Philipp eine Reise für zwei Personen nach Korfu gewinnt, bittet er seinen Freund ihn zu begleiten. Enis, der in einer festen Beziehung mit Kristina lebt, ist zunächst nicht begeistert, lässt sich dann aber doch von Philipp überreden.
Zunächst verbringen die beiden unbeschwerte Urlaubstage, doch Philipp leidet unter seinen unterdrückten Gefühlen für Enis. Ein Geständnis traut er sich nicht, er hat Angst dies würde ihre Freundschaft zerstören. Er flüchtet sich in einen Flirt mit einer anderen Urlauberin, doch diese ist verheiratet und es kommt zu einer Schlägerei mit ihrem eifersüchtigen Ehemann. Bei einer Wanderung verlaufen sich Philipp und Enis und treffen unterwegs auf den Einheimischen Hercules. Sie verbringen zusammen den Abend, und Hercules erzählt ihnen Geschichten aus der griechischen Mythologie.
In dieser Nacht haben beide den gleichen Traum. Am nächsten Morgen machen sie sich zurück auf den Weg zum Hotel, machen unterwegs an einem einsamen Strand Rast und baden nackt im Meer. Sie beginnen eine spielerische Rangelei und plötzlich ist die Atmosphäre zwischen ihnen erotisch aufgeladen. Sie küssen sich leidenschaftlich und schlafen miteinander.
Der nächste Morgen ist der Tag der Abreise. Enis ist wie ausgewechselt. Er spricht mit Philipp nur noch das nötigste. Zurück zu Hause in Berlin lässt er ihn am Flughafen einfach stehen, nimmt seine Anrufe nicht mehr an und taucht auch nicht im Fitnessstudio auf. Von einer Angestellten erfährt Philipp, dass Enis sich abgemeldet hat. Tief verletzt von diesem abweisenden Verhalten beschließt Philipp eine Stelle als Animateur in Griechenland anzunehmen und Berlin zu verlassen, um seine unglückliche Liebe zu vergessen.
Derweil ist Enis wegen seiner Gefühle für Philipp verwirrt. Er will sich selber nicht eingestehen, dass er sich in ihn verliebt hat. Seine Freundin ahnt längst etwas und versucht ihn aus der Reserve zu locken, damit er zu seinen Gefühlen steht. Doch zunächst bleibt Enis stur. Erst als Philipp ihn zum Abschiedsgespräch bittet, kann er seine Gefühle nicht länger vor sich selbst verleugnen.
Philipp hat ihm beim Abschied ein Flugticket in die Hand gedrückt und überlässt es ihm, ob er mitkommt oder nicht. Enis geht nach Hause, packt seine Koffer, trennt sich von Kristina und eilt zum Flughafen. Dort wartet Philipp schon auf ihn und beide fliegen nach Griechenland.

## Veröffentlichung
Premiere des Films war am 23. Juni 2019 auf dem Out Here Now-Kansas City LGBT Film Festival. Außerdem wurde er auf weiteren Filmfestivals gezeigt, wie dem Taiwan International Queer Film Festival und dem Paris Chéries Chéris Film Festival.